# Maria Śliwka
Maria Śliwka (Biłgoraj, Lublin, 7 de desembre de 1935 - Wrocław, 30 de març de 1997) va ser una jugadora de voleibol polonesa que va competir durant la dècada de 1950 i 1960.
El 1964 va prendre part en els Jocs Olímpics de Tòquio, on guanyà la medalla de bronze en la competició de voleibol.
En el seu palmarès també destaca la medalla de bronze al Campionat del Món de voleibol de 1962 i dues medalles al Campionat d'Europa, de plata el 1963, i de bronze el 1958.
Entre 1957 i 1964 jugà 118 partits amb la selecció nacional. A nivell de clubs jugà al Włókniarz Zielona Góra i a l'OWKS Wroclaw.